# Чжан Цзявей
Чжан Цзявей (кит.: 张家玮; 8 січня 1989) — китайський боксер, призер Азійських ігор.

## Аматорська кар'єра
На Азійських іграх 2010 здобув перемоги над Анваром Юнусовим (Таджикистан), Орзубеком Шаїмовим (Узбекистан), а у фіналі програв Ворапой Петчкум (Таїланд).
На чемпіонаті світу 2011 програв в 1/8 фіналу Сергію Водопьянову (Росія).
На чемпіонаті світу 2013 програв у другому бою Робейсі Раміресу (Куба).
На Азійських іграх 2014 здобув перемоги над Муроджоном Ахмадалієвим (Узбекистан), Кендзі Фудзіта (Японія), Омурбеком Малабековим (Киргизстан) та Маріо Фернандесом (Філіппіни), а у фіналі програв Хам Сан Мьон (Південна Корея).
З жовтня 2014 року виступав у новоствореній професійній боксерській лізі AIBA Pro Boxing (APB).
На Олімпійських іграх 2016 переміг Хам Сан Мьон (Південна Корея) і програв Робейсі Раміресу (Куба).
На чемпіонаті світу 2017 програв у другому бою Дюку Рейгану (США).